# فرودگاه بین‌المللی پولونیا
 فرودگاه بین‌المللی پولونیا (به انگلیسی: Polonia International Airport) (به زبان بومی: Bandar Udara Internasional Polonia) یک فرودگاه همگانی و نظامی با کد یاتا MES است که یک باند فرود آسفالت دارد و طول باند آن ۳۰۰۰ متر است. این فرودگاه در شهر مدان کشور اندونزی قرار دارد و در ارتفاع ۳۵ متری از سطح دریا واقع شده است.